# Sivan
Pour les articles homonymes, voir Sivan (homonymie).
Sivan (en hébreu : סִיוָן) est le 9e mois de l’année civile (qui commence en tishri) ; donc le 10e mois lors des années embolismiques et le 3e mois de l’année ecclésiastique (qui commence en nissan) du calendrier hébraïque.
C'est un mois printanier de trente jours.
Il est associé dans la tradition rabbinique au don de la Torah sur le mont Sinaï, certains affirmant qu’il a eu lieu le 6e jour, à la date de Chavouot, et d’autres le lendemain.

## Sivan dans les sources juives

### Dans la Bible hébraïque
Selon la Torah, c’est au « troisième mois … en ce jour » (ou « la troisième néoménie … le jour même » selon la traduction du Rabbinat) que les enfants d’Israël arrivent dans le désert de Sinaï, où ils vont recevoir la Torah. C’est également au cours de ce mois (bien qu’il ne soit pas cité) que s’achève le décompte de l’omer, sept semaines entières après le « lendemain du chabbat » ; une nouvelle offrande est réalisée lors d’un jour saint que la Torah désigne par des appellations diverses et que l’on connaît actuellement sous le nom de Chavouot.
Au temps des rois, la garde du troisième mois était confiée à Benayahou ben Yehoyada, garde du corps personnel de David. C’est aussi en ce mois que le roi Asa tient un rassemblement à Jérusalem et décide de débarrasser le pays des idoles.
Quelques siècles plus tard, Ézéchiel, exilé à Babylone, prophétise la chute de l’Égypte 

C'est au cours de cet exil que les Juifs commencent à utiliser le nom de sivan, emprunté au simanu babylonien car de nombreuses récoltes ont lieu en ce mois.

### Évènements au cours de la période des Sages
La Meguilat Taanit, l’un des premiers documents de la littérature tannaïtique, proscrit toute manifestation de tristesse lors des 15, 16 et 17 sivan car les Maccabées ont expulsé en ces jours les idolâtres de Beit Shean, la vallée du Jourdain et Migdal Tzour, en Césarée et le 25 sivan, Gabiha ben Passissa remporte une polémique contre des nations venues arguer devant Alexandre de Macédoine que la terre d’Israël leur appartient ainsi qu’en aurait attesté la Bible elle-même. En revanche, le 23 sivan est un jour sombre car Jeroboam ben Nebat fait interdire les offrandes de prémices ; le 25 et le 27 le sont également car les rabbins Shimon ben Gamliel, Ishmaël ben Elisha, Hanina Segan Hacohanim et Hananya ben Teradion sont mis à morts par l’empire.

### Le mois du don de la Torah
Au cours de leurs discussions, les Sages s’attachent à ébaucher une chronologie des évènements bibliques à peine suggérée dans la Bible. Ils établissent ainsi, au terme de nombreux débats celle de la révélation divine sur le Sinaï : les Israélites font halte au mont Sinaï le 1er jour du mois de sivan. Au deuxième jour, Dieu parle à Moïse qui transmet les paroles au peuple. Au troisième jour, Moïse rapporte à Dieu l’acquiescement unanime du peuple. Au quatrième jour, il redescend et prescrit au peuple de ne pas approcher du Sinaï ni des femmes pendant trois jours. Au cinquième jour, il construit douze autels et jette le sang des offrandes réalisées par les aînés sur les enfants d’Israël ; il lit aussi la Torah depuis Bereshit jusqu’au don de la Torah ; le peuple d’Israël réitère sa volonté de faire et comprendre tout ce que Dieu a dit. Au sixième jour, Dieu Se révèle sur le mont Sinaï, énonce les deux premiers commandements et transmettant le reste à Moïse. Le lendemain, Moïse construit un autel pour de nouvelles offrandes et une alliance est conclue entre Dieu et les enfants d’Israël.
En vertu de cette tradition, Les Sages inventent un nouvel étymon à sivan : la Torah a été donnée à tous, dans le désert de Sin (en hébreu : סין), au sixième jour (ו dans le système alphanumérique hébreu).

### Autres traditions
Les Sages déterminent aussi que c’est au dix-septième jour de ce mois que l’Arche de Noé s’échoue sur le mont Ararat, le vingt que les cailles s’arrêtent de tomber et qu’Aaron et Myriam médisent de Moïse, à la suite de quoi Myriam est atteinte de lèpre et enfermée sept jours (selon une autre tradition cet évènement a lieu trois jours plus tard). Au vingt-neuvième jour, enfin, les explorateurs sont dépêchés en terre de Canaan.

### Dans les littératures médiévale et ultérieure
D’autres traditions apparaissent dans le Haut Moyen Âge. Se basant sur le Talmud, qui fait du 6 sivan la date de naissance et de décès du roi David, les rabbins calculent que celle de Juda est le 15 sivan. Le Sefer Yetsirah, l’un des premiers ouvrages de mystique juive, associe sivan au zayin, au signe des Gémeaux (Moïse et Aaron), à la tribu de Zevouloun et à la combinaison Y.V.H.H.
Quelques siècles plus tard, les croisades frappent de plein fouet les communautés ashkénazes, chaque jour ou presque apportant son lot de massacres et d’incendies. Leurs souvenirs sont immortalisés dans des chroniques et selihot (poèmes liturgiques pénitentiels) récitées notamment le 9 av. Certains instituent de lire l’Av Harahamim lors du chabbat qui précède Chavouot.
Le 20 sivan 1171 EC est la date de la première accusation de crime rituel en France et donne lieu à un massacre de si grande ampleur que Rabbenou Tam, le décisionnaire ashkénaze le plus important du XIIe siècle, le décrète immédiatement jour de jeûne public pour toutes les communautés sous sa juridiction. Cette ordonnance est répétée plus d’un demi-millénaire plus tard par les rabbins siégeant au conseil des Quatre-Terres en souvenir du soulèvement de Khmelnytsky.

## Statuts de sivan dans le judaïsme rabbinique
Sivan demeure de nos jours principalement associé à la fête de Chavouot.
Dans le judaïsme ashkénaze, il est coutume de ne pas lire le tahanoun (office de supplications) lors des douze premiers jours de sivan: le premier jour est en effet rosh hodesh, le second jour yom hameyou'has (parce que les Israélites ont accepté la Torah comme un seul homme), les trois suivants sont les jours de restriction (il est en outre permis à partir de ces jours de prendre femme), le 6 et le 7 sont Chavouot et son Isrou 'Hag, les jours jusqu’au douze sont ceux pendant lesquels il était possible à l’époque du Temple de s’acquitter des offrandes de Chavouot.
Le jeûne du 20 sivan n’est pratiquement plus suivi de nos jours.

## Sivan en Israël
Le mois de sivan est associé en Israël à l’opération Agatha (30 sivan).